# Organy elektroniczne

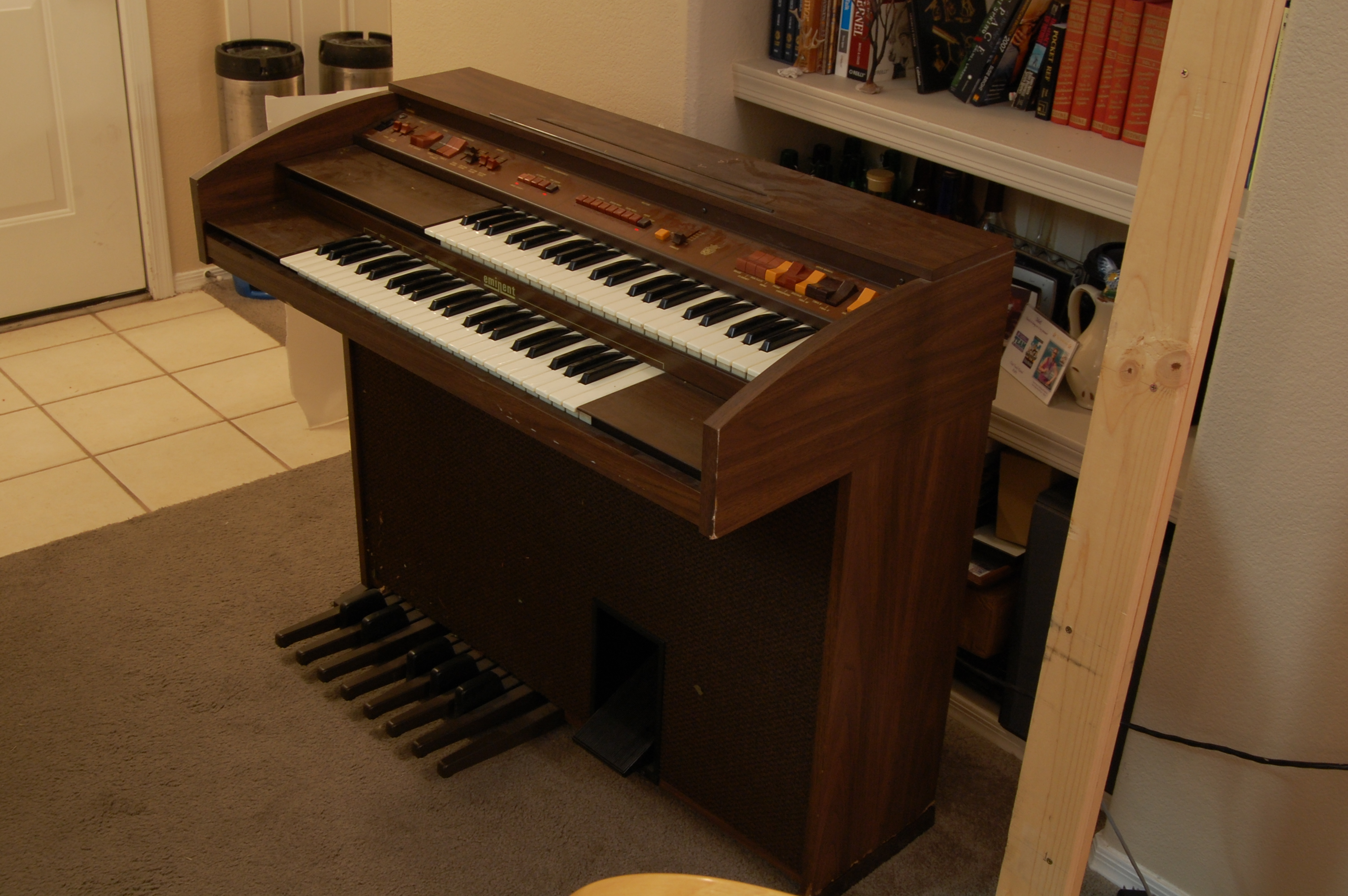
Organy Eminent S29

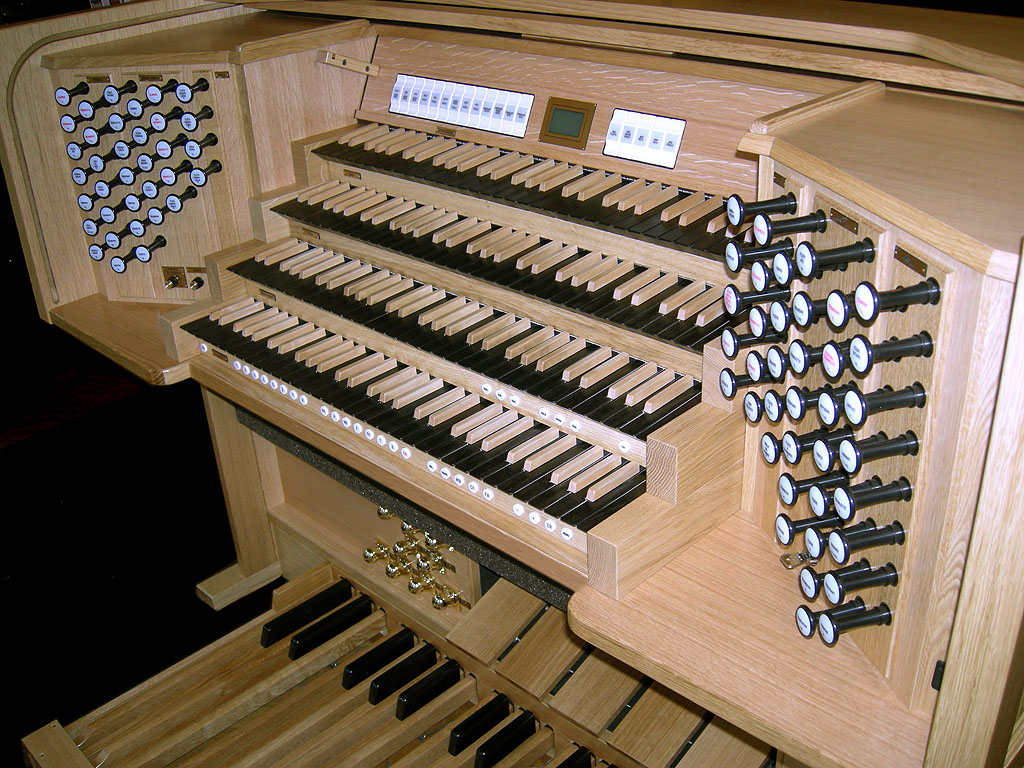
Kontuar organów Johannus „Rembrandt”

Organy elektroniczne – elektryczny lub elektroniczny instrument klawiszowy, należący do grupy elektrofonów, przeznaczony do wykonywania utworów na żywo oraz nauki gry na tymże instrumencie. Elementem sterującym jest, tak jak w keyboardzie, klawiatura o układzie typu fortepianu.
W porównaniu do keyboardu, organy elektroniczne posiadają rozmaitą paletę głosów (registrów), które zazwyczaj wiernie odwzorowują brzmienie prawdziwych organów piszczałkowych, organów Hammonda itp. Większość organów elektronicznych, tak jak organy piszczałkowe, dysponuje klawiaturą nożną oraz ławką organową.
Organy elektroniczne dzielą się na instrumenty analogowe i cyfrowe. Obecnie nie produkuje się już instrumentów analogowych ze względu na ich mało realne – jak na obecne czasy – brzmienie. Technika cyfrowego samplingu pozwoliła wiernie odwzorować brzmienia prawdziwych piszczałkowych organów, przez co instrumenty analogowe przestały być produkowane już po pojawieniu się na rynku pierwszych partii instrumentów cyfrowych.
Istnieją różne typy organów elektronicznych. Aktualnie na rynku oferowane są organy przenośne (stąd często mylone z keyboardem) oraz takie, które montuje się najczęściej na stałe, a ich wygląd zazwyczaj jest bardzo podobny do nowoczesnych organów piszczałkowych.
W latach 80. XX wieku w Polsce popularne były analogowe organy produkowane przez Zakłady Radiowe Unitra Eltra z Bydgoszczy. Wówczas wyprodukowała ona znane do dziś organy Unitra B-2 oraz Estrada 207. Obecnie największą na świecie kolekcję polskiej produkcji elektrofonów klawiszowych posiada Muzeum Polskich Organów Elektronicznych w Gnieźnie, które powstało z inicjatywy Dawida Junga.
Organy elektroniczne stosowane są w szkołach organistowskich oraz niekiedy w kościołach. Te znajdujące się w kościołach są często „połączone” z prospektem organowym, czyli z widocznymi na zewnątrz piszczałkami. Jest to określane jako „prospekt niemy” lub „głuchy”, gdyż nie wydają one żadnego dźwięku, a służą jedynie jako ozdoba. Dla większego realizmu brzmienia głośniki umieszcza się za prospektem.

## Organy elektroniczne wKościele rzymskokatolickim
W Kościele łacińskim organy piszczałkowe należy mieć w wielkim poszanowaniu jako tradycyjny instrument muzyczny, którego brzmienie potęguje wzniosłość kościelnych obrzędów, a umysły wiernych porywa ku Bogu i rzeczywistości nadziemskiej

Zgodnie z instrukcją Konferencji Episkopatu Polski organy elektroniczne wolno stosować tylko jako instrument tymczasowy, bez dodawania sztucznego prospektu.
Prof. Julian Gembalski wyraża swój negatywny stosunek do tendencji montowania w kościołach organów elektronicznych zamiast piszczałkowych, podkreślając ich mniejszą wytrzymałość na warunki atmosferyczne. Ponadto sztucznie wytwarzany dźwięk powstający w organach cyfrowych oceniany jest jako nielicujący z powagą liturgii.